# St. Michael (Trier-Mariahof)

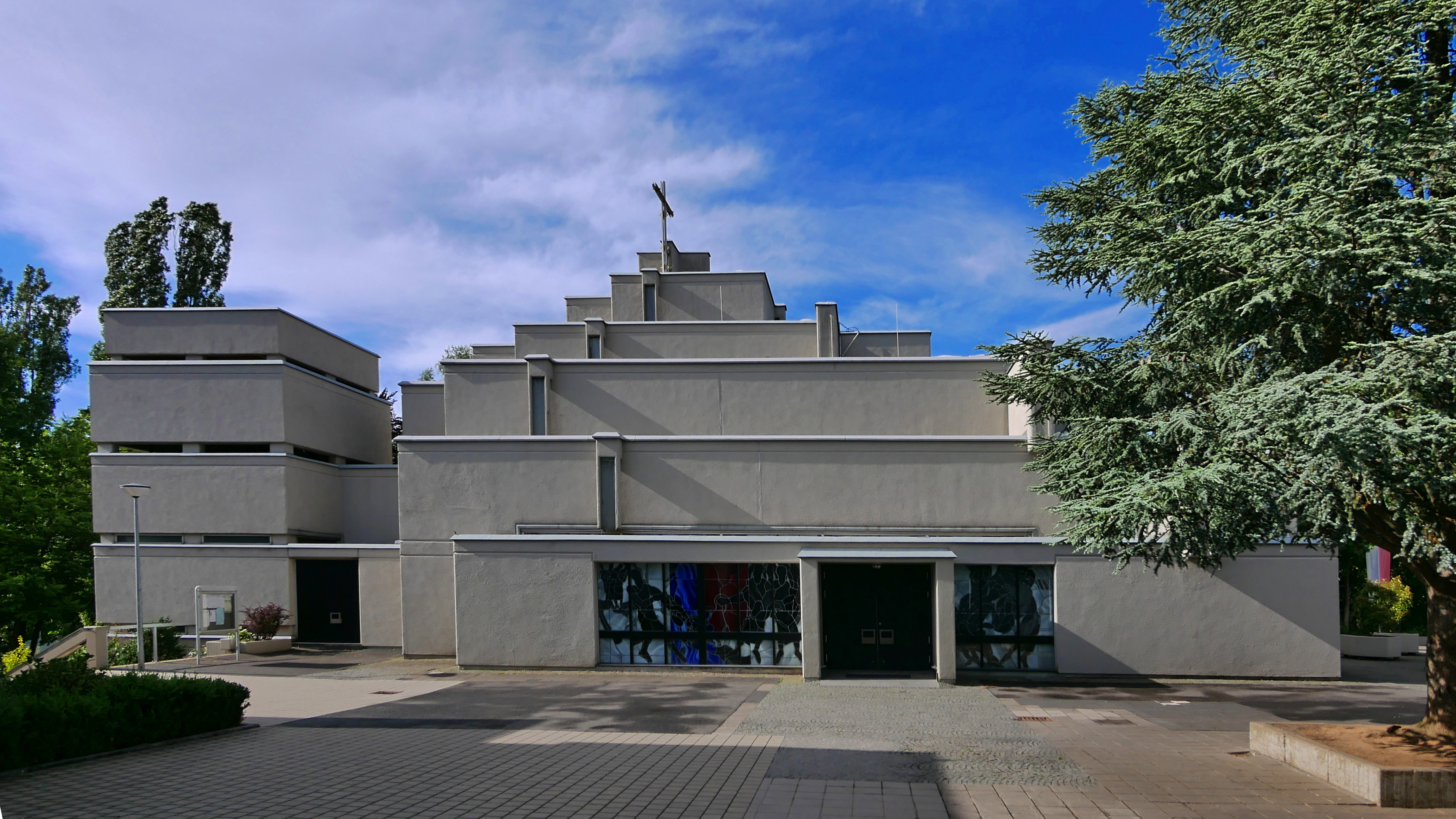
Pfarrkirche St. Michael

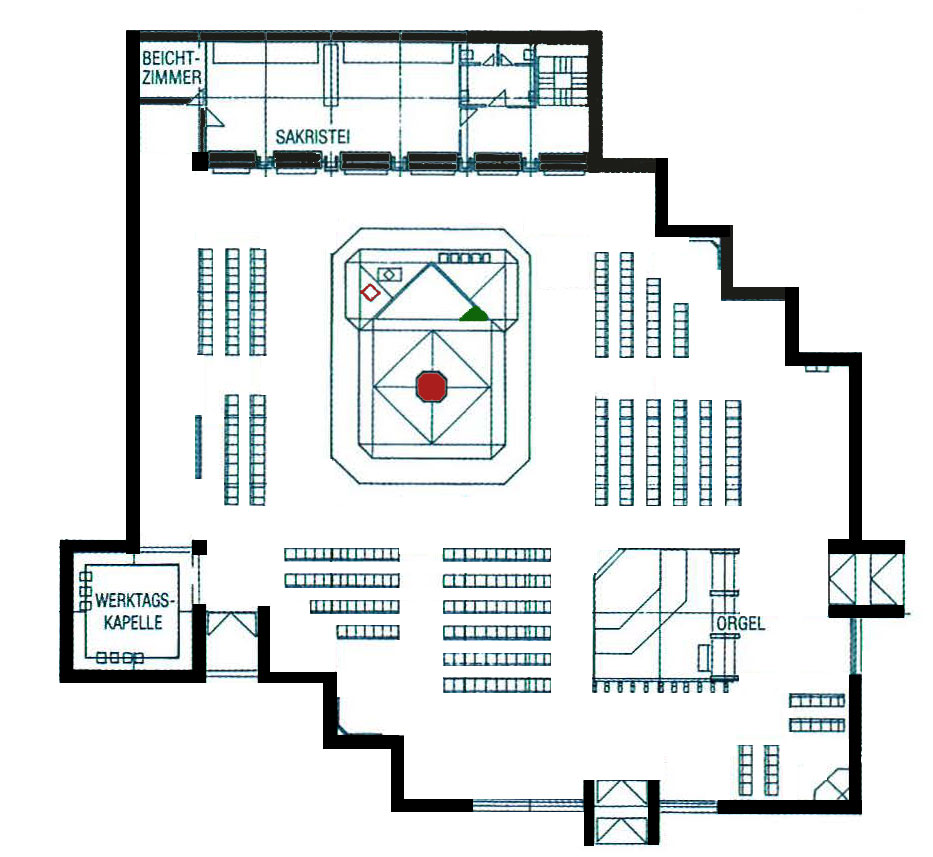
Grundriss

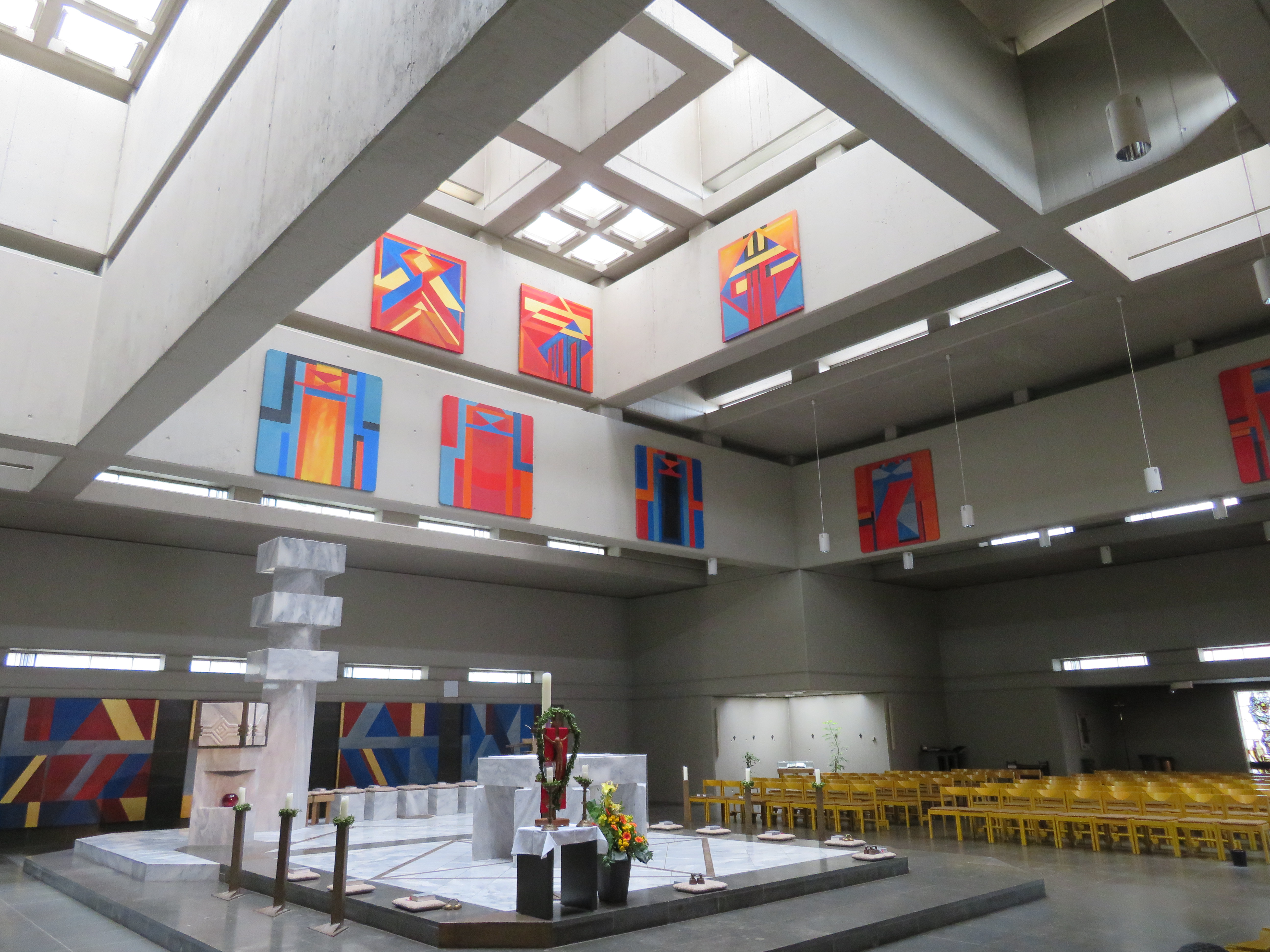
Altarraum mit drei Bildgalerien

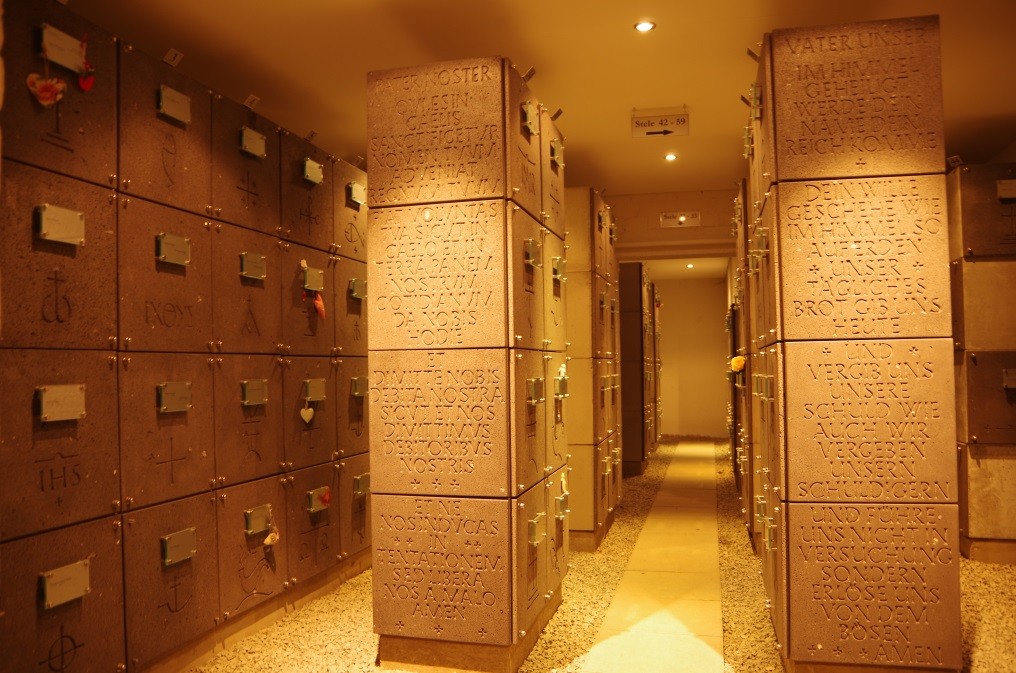
Blick in die Urnengruft

Sankt Michael ist eine moderne, stilgeschlossene römisch-katholische Pfarrkirche in Trier im Mariahof. Sie wurde 1968/69 vom Dillinger Architekten Konny Schmitz (1925–2010) als Würfelpyramide errichtet. Maßgeblich an der Innengestaltung beteiligt waren die Künstler Otto Herbert Hajek (1927–2005) bei der besonderen Gestaltung der Altarinsel als Gesamtplastik und Jakob Schwarzkopf (1926–2001) mit der Glasfenstermalerei.

## Geschichte
Der Stadtteil Mariahof wurde Anfang der 1960er Jahre als Modellstadt entworfen. Auf einem lang gestreckten Hügel gelegen ist ihr auffälligstes Merkmal die Flachdach-Bauweise. Wie in solchen Fällen üblich, liegen die niedrigen Bungalows am Rande, die mehrgeschossigen Häuser in der Mitte, so dass die gesamte Anlage ein stufenförmiges Gebilde ergibt. Die Silhouette griff der Architekt Konny Schmitz auf, als 1965 eine Kirche ins Zentrum gebaut werden sollte. Er entwickelte eine Stufenpyramide, als Material wählte er Beton. Der Stimmigkeit zwischen dem Sakralbau und seiner Umgebung gab die Jury den 1. Preis, Grundsteinlegung: 1968.

## Architekturbeschreibung
Entsprechend den Idealen der 1960er Jahre wurde der Bau ganz in Beton errichtet. In fünf Stufen erhebt sich die Pyramide über einem Grundriss von 33 × 36 m. Die größte Höhe wird mit 15 m über dem Altar in der (leicht versetzten) Mitte erreicht. Im Innenraum wurde auf Säulen verzichtet, weil die Bauelemente so aufeinander gesetzt wurden, dass die jeweils nächste Stufe auf der vorigen aufliegt. Die Träger wurden nach außen hin durchgezogen. Dort finden sich auch die Wasserläufe, so dass sie der Außenansicht ihre eigene interessante Struktur geben. Im Innenraum entstanden Würfel von 3 × 3 × 3 m im Stil des Neokubismus. Der natürliche Lichteinfall im Hauptraum kommt in dieser Kirche von oben her. Durch große Glaskuppeln im Dach senkt er sich ein und wird aufgefangen und weitergespiegelt von den Goldteilen der Bilder im Innenraum. Seit alters her ist die Lichtsymbolik „Licht = Gnade“ überliefert.

## Innengestaltung
Wie auch in gotischen Kirchen üblich, wird der Innenraum von einer Umgangszone mit Kapellenkranz umgeben. Als Raumteiler gelten die Orgel und das Einzelbild auf der linken Seite. In diesem Bereich finden sich die großen Glasfenster von Jakob Schwarzkopf, die die Eingangstüren flankieren. Sie sind in gegenständlicher, feinlinearer Fenstermalerei gestaltet. Wie in einer Ouvertüre stellt er hier das Programm für den Gesamtraum der Kirche vor: Stärkung und Begleitung in der Not. In den Fenstern werden Szenen aus dem Alten und Neuen Testament einander gegenübergestellt. Dafür erinnert er an altüberlieferte Mahlszenen: Moses am Felsen (Haderwasser), Hochzeit zu Kana, Manna in der Wüste, die wunderbare Brotvermehrung, die Todestraurigkeit des Elija unter dem Ginsterbusch, die Emmausjünger. Diese Frohbotschaft hat Schwarzkopf zeichnerisch (im Stil von Henri Matisse oder Paul Cézanne) fein ausgestaltet. Sie ist eine wichtige Ergänzung zu den abstrakten Bildverkündigungen im Hauptraum.
Der Kapellenkranz leitet sich aus den Eckbildungen der Umgangszone ab. Von der Sakristei her kommend, geht der Betrachter an den 15 Kreuzweg-Stationen entlang. Die 30 × 30 cm großen Darstellungen 1994 in Bronze gegossen worden. Ebenfalls auf dieser Seite befindet sich die Werktags-Kapelle, die mit variablen Bildern von Schülern der Grundschule geschmückt ist.
Es folgt der Eingangsbereich mit den Glasfenstern. Dort, in eine Ruhezone eingebettet, liegt die Marienkapelle mit einer Kopie der Kesselstatt-Madonna aus dem 14. Jahrhundert (Original im Museum am Dom, Trier). Weiter im Umgang folgt die Michaelskapelle mit einer russischen Michaelsikone (um 1800). Hier befindet sich im Kirchenboden eine zu öffnende Glaspyramide. Durch diese Öffnung werden seit 2009 Urnen in der Gruft beigesetzt. Außerdem befindet sich hier, am Ort der Bestattung, auch das Taufbecken. Es folgt eine Kapelle mit variablen Auslagen.
Der „Weg“ wird abgeschlossen von dem Bildzyklus „Zeichen am Wege“ (1982) von Otto Herbert Hajek, der auch den Altarraum und die Bilder im „Gewölbe“ gestaltet hat. Dieser Bildzyklus stützt die Plastiken der Altarinsel nach hinten hin optisch ab. Dessen mittlere Bilder enthalten deutlich lesbar in großen Dreiecken (Symbolform der Trinität) die Symbolfarben der göttlichen Dreieinigkeit: Gold für Vater, Rot für Sohn, Blau für Heiliger Geist.

### Altarraum
Die gesamte Ebene der Altarzone wurde 1982 zur Konsekration fertiggestellt. Im Hauptraum sind die drei Sitzblöcke auf den Altarraum in der Mitte ausgerichtet. In dieser Zentralkirche wird das Anliegen des Zweiten Vatikanischen Konzils erfüllt: „Volk Gottes um den Altar“. Dies wird besonders deutlich bei der Austeilung der Eucharistie. Die Gemeinde bildet eine Tischgemeinschaft und versammelt sich um den Tisch des Herrn. Nicht sie, sondern der Priester bewegt sich bei der Spendung des Altarsakraments.
Die Altarinsel von O. H. Hajek ist mit allen Elementen als einheitliches Bodenrelief zu verstehen. Ein feingeäderter Marmor aus Rauchkristall mit Goldschimmer korrespondiert mit den zugehörigen Bronze-Elementen, die so ausbalanciert sind, dass sie mit den Marmorteilen ein abgerundetes, aber auch abgeschlossenes Ganzes bilden. Hajek hat auf das Höhenmaß aus der Romanik zurückgegriffen: 112 cm (statt heute 98 cm). Unter den Altar installierte Hajek eine Tumba als Aufbewahrungsstätte für Reliquien, um den wertvollen Rauchkristall-Marmor des Altares möglichst vor zu vielen Bearbeitungsvorgängen zu schonen. Er hat damit einen unteren Raum ausgestaltet und darüber den Altar gestellt. Die Horizontale des Raumes wird aufgefangen durch das große dreistufige Kreuz-Zeichen. Während die auffällige Kreuz-Stele formal die Verbindung hinauf zum „Gewölbe“ schafft, stellt die Innengestaltung des Tabernakels mit ihren leuchtenden Farben und dem Blattgold den Bezug her zu den Tafelbildern in der obersten Galerie. Geöffnet ist der Tabernakel mit seinen Seitenflügeln ein Triptychon mit wiederum eigener Bildverkündigung. Alle Aufbauten des Altarraumes, wie Altar, Ambo/Adlerpult, Kerzenleuchter, Kreuz, gehören zum Gesamtkunstwerk der „Begehbaren Plastik“. Diese Einzelelemente sind in der räumlichen Zuordnung (Aufstellung) variabel.
Der Gewölberaum ist durch den besonderen Lichteinfall vom Thema des „Himmlischen Jerusalem“ bestimmt. In der Bibelstelle Offb. 21, die diese himmlische Wohnstadt beschreibt, ist die Rede von 12 Toren, geschmückt mit Edelsteinen. Die alte Symbolzahl Zwölf (12 Stämme Israels – die gesamte Christenheit) teilt Hajek auf in 7+5 Bilder, dies in zwei Ebenen mit mehrdeutiger Thematik: In der Gesamtheit stellen sie die „12 Tore“ dar. Die mittlere Gemäldegalerie zeigt in weichen Farbgebungen die „sieben Engel“ mit den „Schalen“, von denen in der Offenbarung des Johannes berichtet wird. Die oberen fünf Tafelbilder, in kräftigen Primärfarben, symbolisieren die „Wundmale des Lammes“. Aber jede der beiden Galerien ist auch ein eigener, in sich geschlossener Bildkranz.
Drei Künstler fast desselben Jahrganges haben in dieser Kirche ein Gesamtkunstwerk geschaffen, weil sie in feinsinniger Weise jeweils aufeinander eingegangen sind.

## Orgel
Am 7. Juni 2009 wurde die neue Orgel in der Pfarrkirche St. Michael geweiht. Es handelt sich um eine Pfeifenorgel der Orgelbaufirma Klais, Bonn, die sich vorher in der Pfarrkirche Herz Jesu in Essen-Frintrop befand. Die Orgel wurde 1970 als Opus 1414 gebaut, hat 28 klingende Register und insgesamt 1912 Pfeifen. Orgelbau Fasen setzt das Instrument um, schuf ein neues Gehäuse, restaurierte das Werk und ersetzte zwei Register. Die Länge der größten Pfeife (Reg. 20) beträgt ca. 530 cm (mit Fuß), die Länge der kleinsten Pfeife (Reg. 16) ist ca. 1,2 cm (ohne Fuß). Die Disposition lautet wie folgt:
| I Hauptwerk C–g3 |                  |       |
| 1.               | Gedackt          | 16′   |
| 2.               | Principal        | 8′    |
| 3.               | Lieblich Gedackt | 8′    |
| 4.               | Octav            | 4′    |
| 5.               | Koppelflöte      | 4′    |
| 6.               | Quinte           | 2 ⁄3′ |
| 7.               | Blockflöte       | 2′    |
| 8.               | Mixtur V–VI      |       |
| 9.               | Trompete         | 8′    |

| II Schwellwerk C–g3 |              |        |
| 10.                 | Holzflöte    | 8′     |
| 11.                 | Spitzgamba   | 8′     |
| 12.                 | Principal    | 4′     |
| 13.                 | Querflöte    | 4′     |
| 14.                 | Octav        | 2′     |
| 15.                 | Nasard       | 2 ⁄3′  |
| 16.                 | Terz         | 1 3⁄5′ |
| 17.                 | Scharff IV–V |        |
| 18.                 | Dulcian      | 16′    |
| 19.                 | Oboe         | 8′     |
|                     | Tremulant    |        |

| Pedal C–f1 |                 |     |
| 20.        | Principal       | 16′ |
| 21.        | Subbass         | 16′ |
| 22.        | Oktav           | 8′  |
| 23.        | Rohrpommer      | 8′  |
| 24.        | Choralbass      | 4′  |
| 25.        | Sesquialter III |     |
| 26.        | Hintersatz III  |     |
| 27.        | Bombarde        | 16′ |
| 28.        | Basstrompete    | 8′  |

- Koppeln: II/I, I/P, II/P, Superoktavkoppel II/P

## Glocke

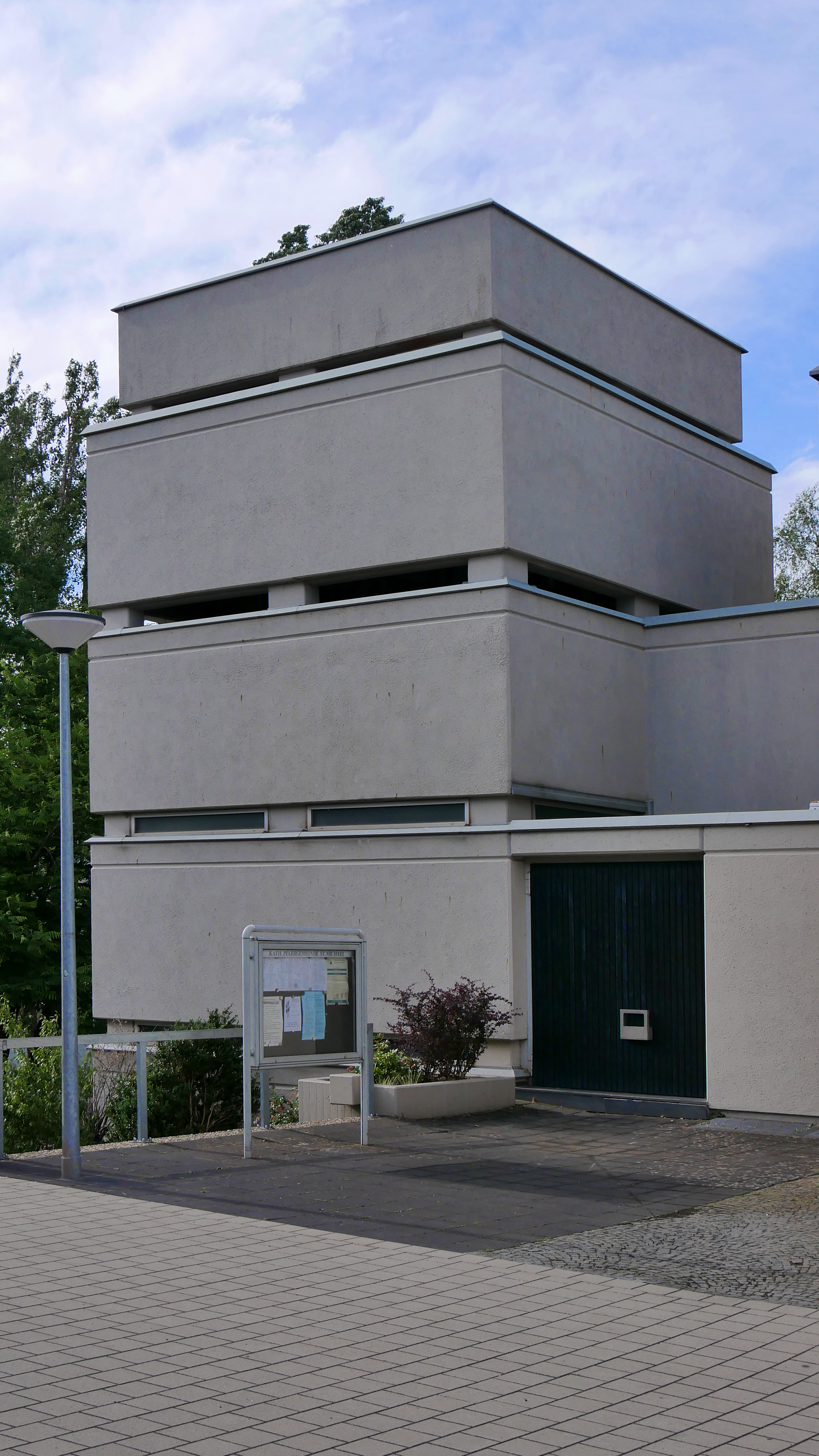
Turm

Im Glockenturm auf der Südost-Seite, ebenfalls passend zur Umgebung des Stadtteils als Flachdach gedeckt, wurde ca. 1970 die Glocke im Glockenstuhl angebracht. Hergestellt wurde sie von der Glockengießerei Cornelia Mark-Maas aus Brockscheid in der Eifel.

## Urnengruft
Der Verwaltungsrat St. Michael beschloss 2005, einen Antrag zur Errichtung einer Urnengruft unter der Pfarrkirche St. Michael zu stellen. Die Urnengruft sollte keine Konkurrenz zu den üblichen Beerdigungen und Beisetzungen sein. Sie sollte vielmehr auf eine Begrenzung der anonymen Verstreuung hinwirken und den Verstorbenen eine würdevolle letzte Ruhestätte geben. Auch der Architekt Konny Schmitz ist hier beerdigt.
Im April 2009 wurde der Ausbau des Kirchenkellers als Urnengruft (Grabkammer 1 und 2) mit Stelen und Stelenwänden fertiggestellt. 2016 erfolgte die Erweiterung der Urnengruft mit der Bezeichnung „Grabkammer 3“.
Die Ruhezeit für die Verstorbenen beträgt 20 Jahre. Die Asche wird nach Ablauf der Ruhezeit in die Sammelgrabstelle überführt. Allerdings ist auch der Rückkauf der Grabstätte möglich. Wer sich entscheidet, seine letzte Ruhe unter der Pfarrkirche St. Michael zu finden, hat die Möglichkeit ein Familiengrab oder eine Gemeinschaftsgrabstelle zu erwerben. Dieser Ort der Bestattung ist in erster Linie ein Angebot für Mitglieder der Pfarreiengemeinschaft Heiligkreuz, St. Maternus und St. Michael und deren Angehörigen sowie auf Antrag für Bürger der Stadt Trier.
Wie auf einem Friedhof werden die Urnen hier in der Michaelskapelle durch eine Öffnung im Kirchenboden, geschützt mit einer zu öffnenden Glaspyramide, vom Bestatter in die Gruft hinabgelassen. Nach Segnung und Verabschiedung wird die Urne vom Bestatter in einem Stelenfach beigesetzt. Die Stelenfächer werden mit vorgefertigten Grabplatten aus Basaltstein, die mit christlichen Symbolen sowie Namen, Geburts- und Sterbedatum der Verstorbenen gekennzeichnet sind, verschlossen.
Vor der Beisetzung kann ein Sterbeamt in der Pfarrkirche gehalten werden. Der Gedenkort für die Verstorbenen ist der Kirchenraum. Dort liegt ein Gedenkbuch aus, und es besteht die Möglichkeit in der nächsten Seitenkapelle Kerzen aufzustellen. Bei jeder Messe gedenkt die Pfarrgemeinde der Toten. Insofern gilt diese Art der Beisetzung als Werk der Barmherzigkeit in der heutigen Zeit.
Die Gruft ist grundsätzlich nicht zugänglich. An Allerheiligen und Allerseelen wird die Urnengruft für Angehörige der Verstorbenen oder interessierte Besucher für jeweils einige Stunden geöffnet.